# Straô

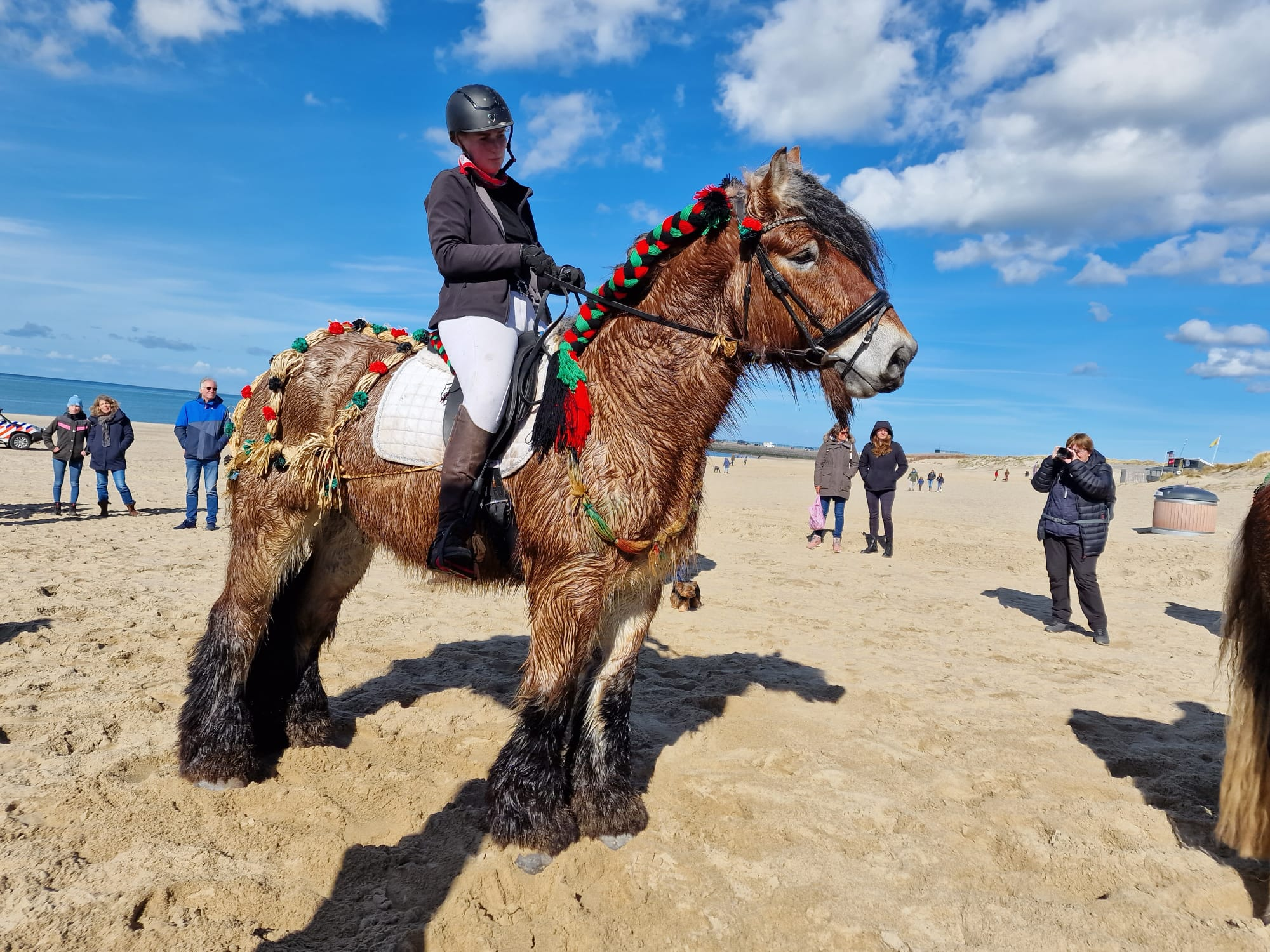
Jaarlijkse straô op Schouwen, 2023

Straô, stra, straô-rieën, strarijden, strao of straorijden is een jaarlijks terugkerende boerenfeestdag op het Nederlandse eiland Schouwen. De naam komt van "strandrijden". Tijdens het evenement rijden rijkelijk versierde Zeeuwse paarden voor de eerste maal in het jaar het strand op en de zee in.

## Oorsprong en geschiedenis
Het straorijden werd vroeger gedaan als de paarden na een lange winter op stal weer aan het werk gingen. De werkpaarden, vooral die met veel haar aan hun benen, kregen last van hun benen en hoeven. Om de benen te verfrissen, stramheid en mok tegen te gaan en om kleine ontstekingen van de huid aan de benen te ontsmetten, werden de paardenvoeten in de zee gespoeld. Volgens volksgeloof was het ook goed tegen nachtmerries. De betovering werd door het zeewater verbroken.
De eerste vermelding van het straorijden dateert uit 1643. Van oorsprong werd dit feest gehouden op de eerste maandag voor de vastentijd. Na 1955 is dit verzet naar de zaterdag en wordt het in ieder dorp op een andere dag gevierd.

## Huidige vorm
De eerste straô vindt traditiegetrouw acht weken voor Pasen plaats in Renesse. De zaterdagen daarna volgen achtereenvolgens Burgh-Haamstede, Noordwelle, Ellemeet, Scharendijke, en Serooskerke.
Degenen die voor het eerst meedoen met straô moeten achteraan de stoet rijden. Degene die het vaakst heeft meegedaan rijdt voorop en blaast een koperen hoorn. De kinderen dragen een aarmstokje. De deelnemers worden beoordeeld door een jury en in de dorpen vinden ook allerlei andere festiviteiten plaats, zoals ringrijden.